# Струк Ілько Тимофійович
Ілько́ Тимофі́йович Стру́к (нар.18 грудня 1896 с. Грині, Горностайпільської волості, Радомисльського повіту — пом. 1969, Чехословаччина) — український військовий діяч, отаман. В період Української революції командувач 1-ю Повстанчою армією УНР.

## Біографія
Народився у селянській родині. Напередодні Першої світової війни два роки вчителював, мав намір продовжувати свою освіту. 7 серпня 1914 року Струк за набором вступає до війська. Призначення отримав на Балтійський флот, до 3-го гвардійського екіпажу — на пароплав «Штандарт». Під час бойових дій був тричі поранений. За бойові заслуги нагороджений солдатськими хрестами Святого Георгія всіх чотирьох ступенів та підвищений до рангу капітана[джерело?].
З початком Лютневої революції Ілько Струк організовує у своєму полку Українську козацьку раду. 1917 року бере участь у Другому та Третьому всеукраїнських військових з'їздах у Києві. Наприкінці січня 1918 р. на чолі сотні брав участь у звільненні Арсеналу від більшовицьких заколотників. З лютого 1918 р. бере участь у антибільшовицькому повстанському русі.
У 1919 р., коли Директорія відступила на захід, Ілько Струк, організувавши довкола себе тисячі козаків, залишився в Чорнобильському повіті. Випускав щоденну газету «Вільний край», яка «виходила під гаслом УНР». Підвладне йому військо офіційно називалося Першою повстанчою армією УНР.
Від імені Директорії у визволених населених пунктах встановлював цивільну владу — Українську народну управу. В перших числах квітня 1919 р. Ілько Струк оголосив мобілізацію. Селянство, обурене політикою більшовиків, підтримало заклик отамана повстати проти московської комуни. За твердженням Струка, його військо в той час зросло до тридцяти п'яти тисяч чоловік, які складали п'ять полки: два піхотних, кінний, гарматний та кулеметний.
8-10 квітня 1919 Ілько Струк разом з отаманами Бурлакою та Зеленим здійснював керівництво Куренівським повстанням проти більшовиків. Тоді повстанцям удалося на короткий час оволодіти Київськими передмістями і паралізувати більшовицькі органи влади на Київщині. Повстанські сили збиралися у Старопетрівцях та Новопетрівцях, за перші дні зібралося 1500—2000 людей.
Влітку 1919 року Червона армія стрімко відступала до Росії: із заходу на неї тиснула Об'єднана армія УНР і ЗУНР, з півдня — Добровольча армія, в запіллі розгорталися повстанці. Як зазначали радянські історики, відступ Красної армії «був швидким і не зовсім запланованим». 30 серпня 1919 р. об'єднане українське військо увійшло до Києва, який перед тим без бою залишили більшовики. Але українське командування не врахувало, що одночасно з українськими військами з Лівобережжя до Києва зайшла Добровольча армія. Внаслідок сутичок 31 серпня об'єднана Армія УНР і ЗУНР була змушена залишити Київ.
Через це, отаман Струк, який поспішав на зустріч українським військам, опинився у складній тактичній ситуації. Перебуваючи між військами більшовиків та Денікіна, отаман вступає у переговори з Добровольчою армією задля збереження свого загону. Наслідком цих переговорів став договір складений і підписаний 22 вересня 1919 р. в містечку Димері на Київщині. Відповідно до цієї угоди:
|  | …Армія Отамана Струка називається „Першою повстанчою Українською Армією“… Командування Армії Денікіна зобов'язується постачати Отамана Струка зброєю і амуніцією… Армія Отамана Струка проводить листування і все діловодство як у себе, так І з центральними Органами Армії генерала Денікіна українською мовою. Як старшини, так І козаки Повстанської Армії зберігають українські відзнаки… Над штабом армії От. Струка може встановлюватися український прапор. Оповіщається амністія всім українцям, що були заарештовані денікінським командуванням… Як військова, так і цивільна влада Денікінського Командування зобов'язується не протидіяти існуванню українських шкіл та театрів у всіх місцевостях України. Артистів, учителів та учнів звільняють від мобілізації. |

Зі свого боку отаман Струк зобов'язувався тримати фронт, а на випадок бойових операцій проти більшовиків підтримати Добровольчу армію. 1 жовтня 1919 р. більшовики несподівано розпочали наступ. Денікінці змушені були перейти на лівий берег Дніпра. Більшовицькі війська увірвалися до Києва. Але вже в ніч на 2 жовтня Повстанська армія Струка рішуче перейшла в наступ.
|  | Вночі зайняв Куренівку, — згадував отаман, — Поділ, а за решту Києва вів бій чотири дні, чим дав змогу Армії Денікіна перейти з Чернігівщини до Києва. |

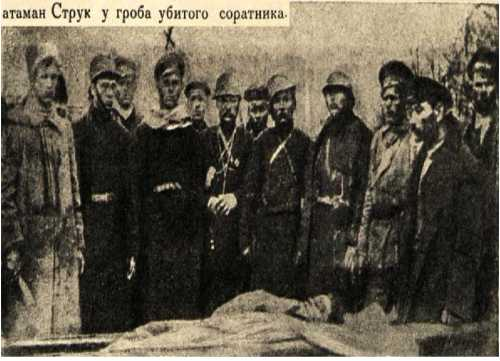
Отаман Ілько Струк біля гробівця поляглого побратима

Мужність партизанів отамана Струка була відмічена денікінською пресою.
|  | За хоробрість Денікін видав нам сімдесят п'ять Юрївських хрестів для старшин та козаків… — розповідав Ілько Струк. — Я особисто був нагороджений рангою полковника… В Наказі по денікінській армії оголошено, щоб мене називали отаман-полковник. |

Незабаром українці переконалися, що влада білогвардійців мало чим відрізняється від влади більшовиків. Запілля Добровольчої армії охопили численні селянські повстання. Восени 1919 року струківці разом із Добровольчою армією із боями відступали на Білу Церкву, Корсунь, Єлисаветград. Відступ привів їх до Чорного моря.
15 січня 1920 р, Ілько Струк прибув до Одеси. З дозволу денікінського командування він видав українською мовою відозву до місцевого населення.
|  | На мій заклик, — говорив отаман, — зголосилося багато озброєних — і поодиноких, і зорганізованих у відділи — людей, навіть кінна сотня кубанців Із загону генерала Шкуро. В Одесі моя армія у своєму складі налічувала до двадцяти тисяч людей, причому добре озброєних, при великому числі гармат і кулеметів та трьох бронепотягах… При такій силі став я думати, як би всю владу перебрати до своїх рук. |

З метою встановити українську юрисдикцію над Одесою, 25 січня 1920 р. українці скликали таємну нараду — за участю контр-адмірала М. Остроградського, отамана Струка, генерала Сокири-Яхонтова та отамана Галицького корпусу Оробка. Маючи обмежені сили, нарада вирішила запропонувати денікінському командуванню передати владу мирним шляхом.
Денікінський генерал Шилінг, не покладаючись на деморалізовану Добровольчу армію, без спротиву передав владу українцям. Окремим розпорядженням, текст якого був розклеєний по місту, Шилінг наказав частинам Добровольчої армії, розташованим в околицях Одеси, підпорядкуватися українському командуванню. Через деякий час на державних установах, штабі округу, Англійському клубі та Інших установах були вивішені українські прапори. Автомобілі роз'їжджали по місту з українськими прапорцями, а старшини й козаки ходили з українськими відзнаками. Почала виходити газета під назвою «За Україну».
Але українська влада в Одесі довго не втрималася. Коли до околиць підступила Красна армія, Галицький корпус несподівано зайняв нейтралітет і Струк змушений був залишити Одесу.
Підійшовши до Бессарабії, отаман розпочав переговори з румунськими прикордонниками про перехід через їхню територію на Поділля. Румуни вісім днів зволікали з відповіддю. Тим часом до місцевості, де розташувалися повстанці, підступили більшовики. Почалися тяжкі, вперті бої. Зазнавши великих втрат, Струк відійшов до лиманів Дністра і отаборився в демаркаційній смузі — в очеретах, на льоду.
Румуни запропонували частині здати зброю і все майно. Лише за цієї умови обіцяли пропустити через свою територію. Струк на таку пропозицію не погодився, «бо не міг віддати тієї зброї, яку добув кров'ю».
Ранком 29 лютого румуни запропонували повстанцям вийти з Дністрових лиманів.
|  | Я не рушав і ждав ночі, — згадував отаман. — Тоді румуни розпочали по нас страшну гарматну стрілянину. Більшовики, зі свого боку, почали обстрілювати нас ураганним гарматним вогнем. Ми опинилися в такому становищі, в якому не була, мабуть, жодна армія (світу). На льоду не можна було побудувати оборонної смуги. Гарматні кулі розбивали лід, заюшений кров'ю убитих і поранених, і все, що було на льоду: коней, майно, зброю. Скільки загинуло тут наших людей, знає хіба що один Дністровський лиман. Ввечері, коли стемніло і з боку румунів притих гарматний вогонь, нам залишалося лише одне — йти штурмом на тих або на інших. Але на кого?.. В ніч з 29 лютого на 1 березня 1920 р. ми, залишивши на льоду поранених, пішли в наступ на румунів… Тихо підійшли до Паланки і, переколовши багнетами румунську сторожу, відкрили собі ворота для переходу по Бессарабії і 2 березня вийшли на свій терен на північ од Тирасполя. Перехід зробили в півтора дні. При переході у складі мого загону було близько п'яти тисяч чоловік. Таким чином, ми не здали румунам зброї, ні майна, та ще й страху немалого нагнали їм. |

Повстанці із загону Струка. Фото 1919—1922 років.

Вийшовши на український терен, Струк пішов у напрямку Вапнярки і в ніч на 5 березня 1920 р. вибив з міста більшовиків. Згодом, з боями підійшли до Радомишля. Бій за місто був успішним. Звільнивши місто, струківці випустили з в'язниці бранців — повстанців отамана Соколовського. З Радомишля отаман повернув на Іванків та Горностайпіль. На терені повіту, за три дні до Великодніх свят 1920 року, вдалося встановити контакти з авангардом українсько-польського війська, що наступало на більшовиків. Разом з ним Ілько Струк взяв участь у визвольному поході на Київ, який був звільнений 6 травня 1920 р.
14 червня 1920 р. Струк взяв участь у нараді отаманів, що відбулася в Коростишеві. На нараді було прийняте рішення створити фронт — під єдиним командуванням — проти більшовиків.
Через чотири дні від полковника Безручка надійшов незрозумілий для Струка наказ припинити набір, а отаману зі своїм загоном прибути до Києва.
Недалеко від Києва, в с. Лютіж, Струк зустрівся зі своїм старшиною, що на той момент був зв'язковим при полковнику Безручкові. Від старшини довідався, що струківцям заборонено входити до Києва і наказано зосередити сили в районі ст. Жуляни та с. Крюківщина. Це ще більше здивувало отамана.
Коли ж він отримав наказ передати своїх бійців до складу 6-ї стрілецької дивізії та 6-ї запасної бригади, здивування переросло у внутрішній спротив. Отаман рішуче не хотів відпускати своїх людей, з якими пережив в походах «скільки горя при поразках і скільки радощів при перемогах?!».
Відіславши лише двісті козаків з трьома кулеметами, Струк фактично наказу не виконав. Довідавшись, що через ст. Жуляни проїжджатиме Симон Петлюра, Ілько Струк вирішив скористатися цим, урочисто привітати його і просити скасувати розпорядження полковника Безручка.
|  | У відповідний час на станції вишикувалися козаки з прапором. Потяг з Головним Отаманом, під'їхавши до ст. Жуляни, зупинився. Головний Отаман у супроводі старшин Генерального Штабу та представників польського командування, виступив з потягу і під гучні окрики „Слава!“ здоровався з козаками і цілувався із зібраними там представниками від частин мого загону та дякував за працю. Вислухавши прохання представників мого загону, обіцяв одкликати розпорядження Полковника Безручка. Представники піднесли Головному Отаманові китицю квітів, у якій було багато національних стрічок, а також прапор від повстанців. Головний Отаман, попрощавшись, з квітами, вступив до потягу і під радісні крики козаків, од'їхав. На переїздах скрізь од ст. Жуляни стояла почесна варта з моїх козаків. |

Що цікаво, сам Струк не вийшов зустрічати Головного Отамана.
На початку червня 1920 року, коли розпочався наступ Червоної армії, Струк взяв участь в обороні столиці. Згодом, разом зі своїм загоном бере участь у тяжких оборонних боях під Проскуровом, Дубном, Ковелем. Відступ українсько-польського війська привів отамана на найзахідніші околиці українських земель — на берег Західного Бугу. В липні 1920 р., прорвавши лави 12-ї більшовицької армії, а потім смугу Башкирської дивізії, рушив додому. Рейд по запіллю Червоної армії завершився успішно, і в серпні повстанці вступили в Чорнобильський повіт. Більшовики, зачувши, що повернувся Струк, залишили величезний район без бою. Струк повів наступ на Чорнобиль, де засіли червоні, який і захопив після запеклого бою. Тим самим Струк розпочав загальне повстання згідно з одержаним наказом Головного Отамана Симона Петлюри. У повстанні брали участь селяни Чорнобильського, Київського, Радомишльського, Овруцького, Мозирського і Козелецького повітів.

Ілько Струк так сформулював свою позицію: 
|  | Мій висновок: я партизан і повстанець своєї неньки-У країни й оборонець її від грабіжників… Не був, не буду й на думці не маю бути на боці ворогів своєї Батьківщини. Знищу всіх, хто хоч у душі на їх боці. |

Настала зима, яка вважалась несприятливим часом для дій повстанців. Але Струк, протягом зими вів активні дії. До останніх чисел лютого 1921 року робив переходи з місця на місце, займаючи Овруч, Васильків, Сквиру, МакарІв, Брусилів, Остер, Козелець, Мозир, Наровлю Мозирського повіту, Комарин Мінської губернії…
|  | Тривале існування Струка, — писав заступник начальника особливого відділу Київського військового округу Іванов, — пояснюється тим, що агентурне висвітлення банди зсередини за допомоги секретного співробітника досі не вдавалося, бо Струк досить обережний та розумний бандит, що приймає до себе в банду лише тих осіб, яких чудово знає… Шпіонаж — за допомогою селян — поставлений Струком дивовижно. |

Навесні 1921 р. струківці перекрили Дніпро, Прип'ять, блокували залізничні шляхи, все частіше нападали на червоні гарнізони містечок. X. Раковський, який перед тим звітував Москві, що вже ліквідував повстанців, змушений був просити у Троцького допомоги, посилаючись на те, що «українські повстанці загрожують і Росії».
У відповідь на звернення Раковського 5 серпня до Києва був змушений приїхати Троцький. Він знову оголосив так звану амністію та видав кілька відозв до повстанців, які розпалили у Струка ще більше завзяття до боротьби проти більшовиків.
Отримавши інформацію про заплановану поїздку Троцького до польського кордону, струківці в середині серпня зірвали залізничні мости на річках Ірпінь і Тетерів. Троцький змушений був їхати в бік Румунії, причому «їхав з великою обережністю, роблячи лише по кілька верств на годину». Попереду та позаду нього сунули бронепотяги.
Одночасно, з тим радянська преса вела запеклу кампанію по дискредитації повстанського ватажка. Втім, в більшовицьких оцінках яскраво позначений страх перед українським отаманом. Попри неодноразові спроби, більшовикам так і не вдалося схопити отамана. Струк був невловимий: він і його козаки продовжували збройну боротьбу до кінця осені 1922 року. Коли Визвольні змагання завершилися поразкою, Струку (орієнтовно взимку 1922 — 1923 років) вдалося емігрувати до Польщі. За непідтвердженою інформація, Ілько Струк прожив на еміграції ще понад 40 років і помер 1969 року у Чехословаччині.